# 唇腭裂
唇腭裂（cleft lip and palate）又称口面裂（orofacial cleft，与颅面裂相对），是涉及唇、鼻、牙槽突、上颌骨、软腭、硬腭等任一部位裂开的先天性口腔颌面部发育畸形。这组疾病可能导致喂食问题、言语问题、听力问题，以及耳道感染；此病也可能与其他疾病有关，其他失調病徵發生的機率低於一半。
常见的唇腭裂有单纯唇裂（cleft lip，CL）、单纯腭裂（cleft palate，CP），或二者并发（CLP）。单纯的唇裂一般较简单，一般是胚胎发育过程中，上颌突未与同侧球状突融合而产生人中外侧的垂直裂隙；常见于上唇（上唇裂），单侧多于双侧。单纯的腭裂则较复杂，是指口腔頂有斷開而使口腔與鼻腔直接相通；裂口可能發生於在嘴唇或腭的單側、雙側、或是中間。腭裂不仅有软组织畸形，还可伴有不同程度的颌骨组织缺损和畸形，进而导致面中部塌陷，甚至碟形脸，咬合错乱。

## 成因與診斷

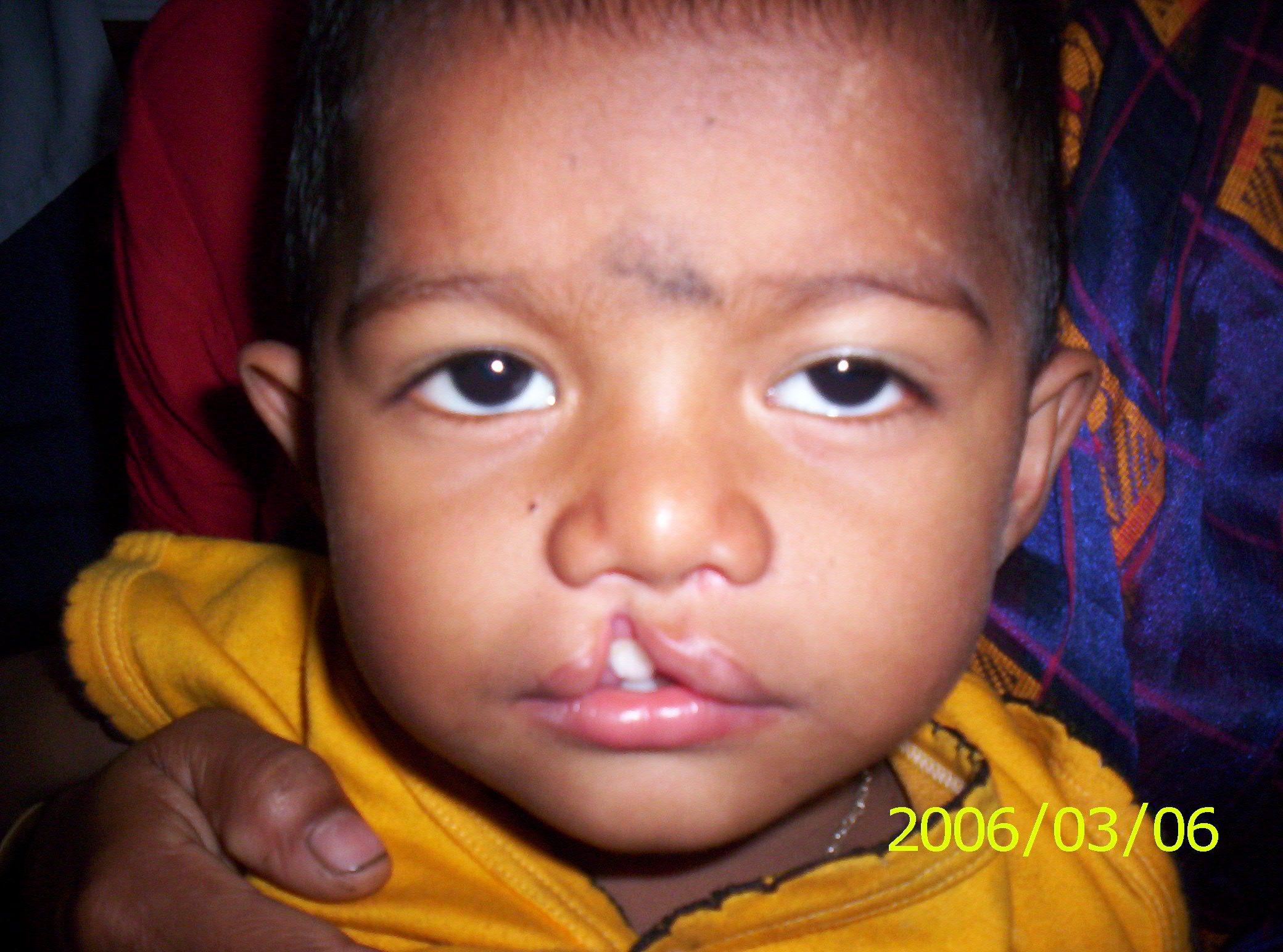
左面單側不完全唇裂

唇裂與腭裂係肇因於面部組織在產前的發展未能成功接合，這是一種先天性障碍。在大部分病例中，成因尚不明確；患病的風險因子包括懷孕時吸菸、糖尿病、過胖、高齡產婦及特定藥物（如治療癲癇發作的藥品）。唇裂與腭裂可透過懷孕的超音波檢查而得知。

### 環境因素
1. 病毒感染
2. 服用某些藥物–如抗癲癇、抗癌、類固醇藥物等；
3. X光輻射線照射；
4. 營養不平衡–營養攝取過多或過少

### 遺傳因素
遺傳因素係指染色體中多種不良基因所造成的。
（一）若雙親都正常：生育第一位唇腭裂子女的可能性為1:600。
（二）若雙親都正常且一位子女有唇腭裂：生育第二位唇腭裂子女的可能性為1:20。
（三）若雙親都正常且第一及第二位子女有唇腭裂：生育第三位唇腭裂子女的可能性為1:4。
（四）若雙親中有一位唇腭裂患者：生育唇腭裂子女的可能性為1:20。
（五）若雙親中有一位唇腭裂患者且一位子女有唇腭裂：生育第二位唇腭裂子女的可能性是1:4。
（六）若雙親是唇腭裂患者：生育一位唇腭裂子女的可能性為1:4。
| 雙親狀況               | 第一位子女      | 第二位子女 有唇腭裂之情況 | 首兩位子女 有唇腭裂之情況 |
| ---------------------- | --------------- | ------------------------- | ------------------------- |
| 雙親都正常             | 1/600（0.167%） | 1/20（5%）                | 1/4（25%）                |
| 雙親中有一位唇腭裂患者 | 1/20（5%）      | 1/4（25%）                |                           |
| 雙親俱是唇腭裂患者     | 1/4（25%）      |                           |                           |

## 分類
1. 唇裂－上唇的地方有裂縫，並可分為：
  1. 單側性唇裂
  2. 雙側性唇裂
2. 腭裂－口腔內之硬腭或更內部的軟腭裂開
3. 唇腭裂－裂縫由上唇延伸至口腔內硬腭或軟腭部份

## 流行病學
在已開發國家，唇腭裂發生機率約是1,000個新生兒中有1至2位，唇裂患者中男性比例雖為女性的兩倍，然而腭裂卻多見於女性。2013年，全球死於唇裂與腭裂的人數在3,300人，較1990年的7,600人為低；唇裂病徵俗稱兔唇或兔瓣嘴，因為患者的面部表徵類似兔子，然而此種說法常常被認為是非常具冒犯性的。

## 治疗与修復
唇裂與腭裂可經由外科手術修復。唇裂手術通常會在出生後的前幾個月進行，而腭裂手術則應在患者出生18個月內，同時亦須配合言語治療及牙齒保健。經過得宜照護之患者，治療成效良好。

## 外部連結
- 香港兔唇裂腭協會（Hong Kong Association For Cleft Lip And Palate）（页面存档备份，存于）
- 台灣財團法人羅慧夫顱顏基金會（Noordhoff Craniofacial Foundation）（页面存档备份，存于）
- 德國兔唇兒童救助協會（German Cleft Children's Aid Society）（页面存档备份，存于）
- 嫣然天使基金 (Smile Angel Foundation) （页面存档备份，存于）